# 池田利重
池田 利重（いけだ とししげ）は、江戸時代前期の旗本。

## 略歴
慶安3年（1650年）池田長信の次男として誕生。
明暦2年（1656年）11月5日、父の遺領・備中国後月郡の内において、三百石を分与され旗本に列する。小普請となる。寛文7年（1667年）2月、大番に列する。
元禄8年（1695年）3月13日、死去。享年46。跡を婿養子・政相が継いだ。

## 系譜
- 父：池田長信（1622-1656）
- 母：安藤氏
- 室：岡部佳深の娘
- 生母不明の子女
  - 女子：岡部雄救室
  - 女子：池田政相室
  - 女子：池田政応後室
- 養子
  - 男子：池田政相（1678-1738） - 池田友政の次男